# Uvala Ivanča
Uvala Ivanča este o arie protejată (sit de importanță comunitară — SCI) din Croația întinsă pe o suprafață de 18,47 ha, integral marine.

## Localizare
Centrul sitului Uvala Ivanča este situat la coordonatele 44°46′57″N 14°53′00″E / 44.782581°N 14.88329°E.

## Înființare
Situl Uvala Ivanča a fost declarat sit de importanță comunitară în iulie 2013 pentru a proteja un număr necunoscut de specii din flora spontană și fauna sălbatică aflate în arealul zonei.

## Biodiversitate
Situată în ecoregiunea marină mediteraneană, aria protejată conține 3 habitate naturale: Golfuri mici largi și golfuri puțin adânci, Recifuri, Lagune de coastă.
La baza desemnării sitului se află un număr nedeclarat de specii protejate.